# روبرت يانسون
روبرت يانسون هو موزع وملحن بلجيكي، ولد في 27 يوليو 1939 في بروكسل في بلجيكا.

## وصلات خارجية
- الموقع الرسمي